# 김병철 (기업인)
김병철(金炳喆, Byung-Chul Kim, 1937년 12월 11일 ~ )은 대한민국의 기업가이다. 대한광학의 대표이사를 1970년에 역임하였고 한국 최초의 코비카라는 카메라를 개발하였고 이병철, 김우중과 더불어서 한국의 근대산업화에 큰 공헌을 하였으며, 한국방위산업협회(현 한국방위산업진흥회) 이사를 하였다. 연세대학교 시절 4·19 혁명을 주도하였고, 민주주의에 대한 강연을 전국적으로 순회하면서 4.19의 정신을 확장하였다. 2016년 5월 13일에 연세대학교박물관에 신라 삼층석탑과 유물 1803점을 기증하였고 그 유물들이 전시되어있다. 기독교정신과 부모님의 교훈을 따라서 나눔과 섬김의 문화를 보여주었다.
호는 강림(江林)이다. 한국의 대표적인 기업인 이정림이 그의 장인이다. 그는 교회를 비롯한 여러 기관과 단체 그리고 신학자들을 비롯한 여러 친인척들과 장애인들을 고용하여 사회적 약자들에 대하여 아낌없는 후원자이다.

서울 강남, 강림(江林)빌딩에서 김병철 회장

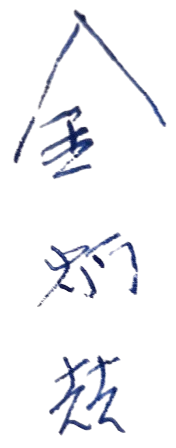
김병철 회장 젋은 시절 필체 1957년 전후

## 생애
김병철은 기독교 도시로 유명한 평안북도 선천시 신부면(新府面) 승지동에서 1937년 12월 11일 선천의 유지이자 갑부인 김의백과 장일신 사이에서 출생하였다. 경주 김씨로 신라 경순왕의 후손인 김의백은 선천의 유명한 갑부로서 많은 사람들을 돌봐주었다. 그의 아내 장일신은 신앙심이 좋았고 주일이면 교인들을 초대하여 국수를 함께 먹었다고 한다. 자식들을 기독교정신으로 키웠다. 어려서부터 총명하여 어른들로부터  칭찬을 많이 받고 자라났으며 부모님의 효도정신이 어려서부터 투철하였다. 남한에 내려와서 고향에 계신을 부모님을 모시려고 8살 나이에 홀로 임진강을 건너서 어머님을 추운 겨울철에 모시고 내려왔다. 어학과 영어가 뛰어나서 박정희 대통령 시절 국가의 중요한 행사에서 통역을 여러차례 하였다. 그는 경제적으로 성공하여 주변의 많은 친척들과 어려운 사람들을 돌보아 주었고, 교회건축, 그리고 전칠홍, 노윤석과 같은 목회자들과 안명준, 정창욱과 같은 여러 신학자들을 헌신적으로 돌보아주었다. 1963년 연세대학교 정치외학과를 졸업하고 미국 드렉셀 대학교(Drexel University)에서 MBA와 PDC(Professional Doctoral Certificate)를 마친후에 국제대학교와 서경대학교에서 교수를 하였다. 주식회사 대한광학공업 대표이사와 세기광학 대표이사를 역임하였고 현재 순일기업, 우일기업, 다림, 그리고 스마트텍의 회장이다. 계성중학교 시절 수학여행에서 신라시대 유물에 감탄하여  후에 소중한 유물들을 수집하였다. 그는 한국의 경제발전 현장에서 큰 활동을 하여 산업포장, 상공부장관 표창, 대통령 표창, 국무총리 표창, 국방부장관 표창, 그리고 석탑산업훈장을 수상하였다. 박정희 대통령 시절에 한국인들이 미국에 이민갈수 있는 쿼터를 한국인 최초로 미국 정부로부터 공식적으로 얻어내었다. 그가 모범 경제인으로 한국 최초로 카메라(코비카)를 개발한 대한광학을 중심으로
MBC에서 1983년 7월 11일부터 1983년 11월 5일까지 방영된 경제현장 드라마 김병철회장 대역으로 김무생이 주인공으로 나온 "내일은 태양"이다가 방영되었다. 한국방위산업의 발전을 위하여 한국의 잘 알려진 경제계 인물들과 함께 큰 공헌을 하였다. 미국에 한국인 최초로 워싱턴 DC 워터게이트 빌딩에 Washington Finance Company를 유명한 통역사였던 이창호와 함께 설립하였다.

## 4.19 혁명의 리더

1960년 11월 제 1회 전국대학생 모의UN총회에서 민주주의에 대하여 강연하는 김병철 회장

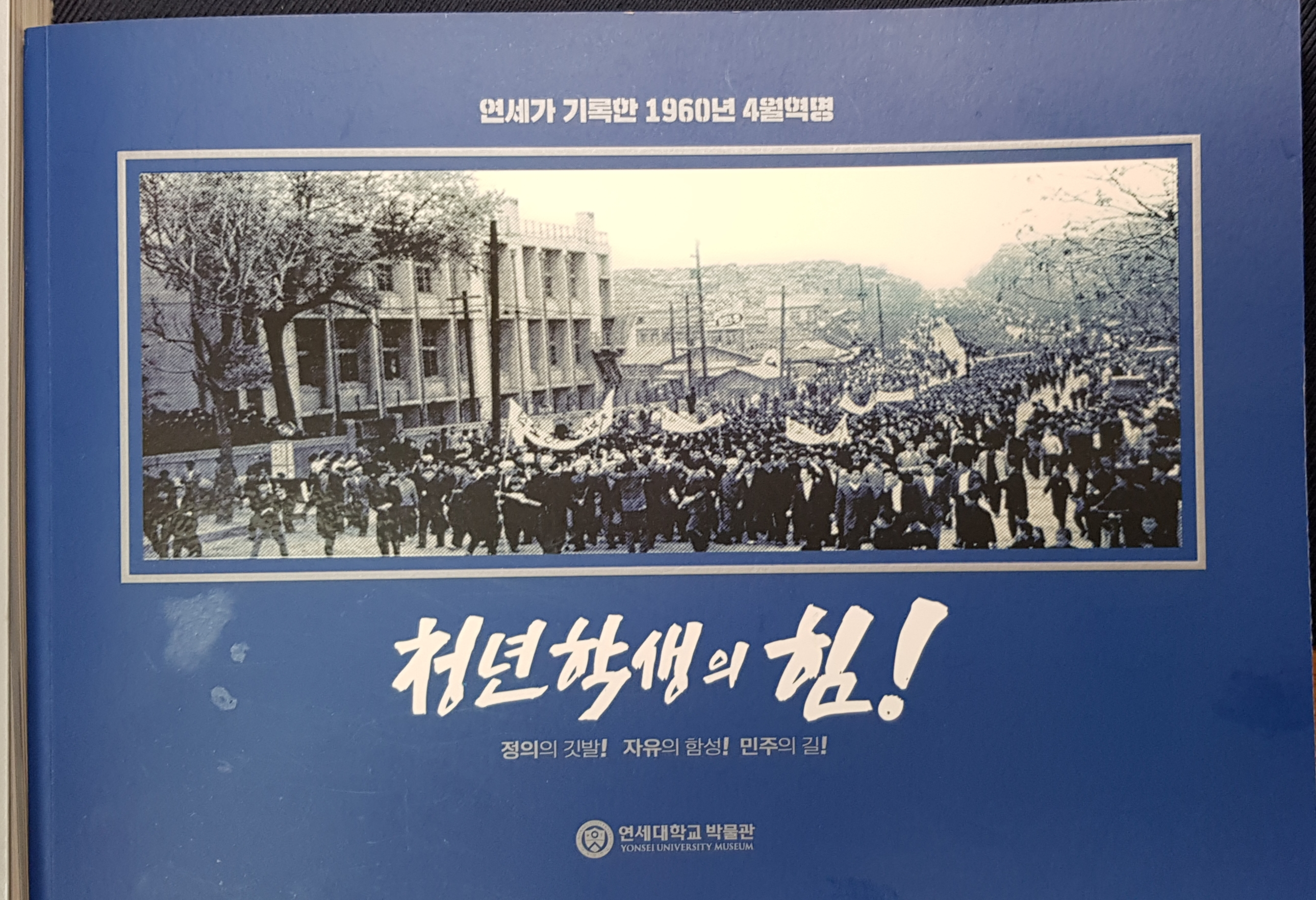
청년학생의 힘- 연세가 기록한 1960 4월 혁명

김병철은 연세대학교 3학년 재학중 18일에 가회동 계광순의 아들 계원명의 집에서  어머니께서 필째로 주신 광목을 인쇄소에서 프랑카드를 직접 만들었다. 19일에 채플시간에 총장인 백낙준 박사의 설교가 끝난 다음에 무대에 올라가서 마이크를 잡고 오늘 하자고 말하면서 연세대학교 학생들을 이끌고 제일 선두에서 신촌로타리로 진출하여 경찰과 충돌하였다. 다시 서대문 로터리에서 충돌하여 많이 맞아서 치아도 부러지고 다리도 상처를 입었다. 계속 전진하여 서울역을 거쳐 청와대로 갔는데 친구인 김흥수는 총까지 맞았다. 연세대학교 학생들을 대표하여 선언문을 5페이지를 직접 써서 만들었던 것을 어머님이 아들을 걱정하여 찢어버렸다. 그는 김달중과 안병준과 함께 연세대학교 학생들을 이끌고 주도적으로 4.19 혁명에 참여하였다. 1960년 8월 13일 김병철은 정치외교학과 3학년으로서 연세대학교의 학생운동의 모든 과정에 대하여 기자회견을 하였고 역사적으로 소중한 가치를 지닌 이 내용은 2020년 7월 중순경에 발굴되었다.
연세대학교에서는 4.19 혁명 60주년을 기념하여 특별전시전을 가졌으며 모든 기록물들은 문화재로 등재될 예정이다.
제14차 유네스코 세계기록유산 국제자문위원회(IAC) 회의에서 한국이 신청한 ‘4·19 혁명 기록물이  세계기록유산에 등재될 예정이다. 4.19혁명이 끝나후에 1960년 11월 서울대학교의 경제학과 한극과 함께 1960년 11월에 제 1회 전국대학생모의UN 총회를 창립하여 최초로 모임을 가졌다. 주로 한극은 자본주의에 대한 강연을 했고 김병철은 민주주의에 대한 강연을 전국적으로 순회하면서 4.19의 정신을 확장하였다. 이에 대한 공로로 연세대학교 총장 백낙준박사가 후에 김병철에게 공로상을 수여하였다. 후에 연세대학교의 4명의 총장들을 포함하여 모두 5명의 총장들로부터 학교를 빛낸 일로 공로상을 받았다.

## 갤러리

연세대학교 박물관에 기증한 유물들의 사진들
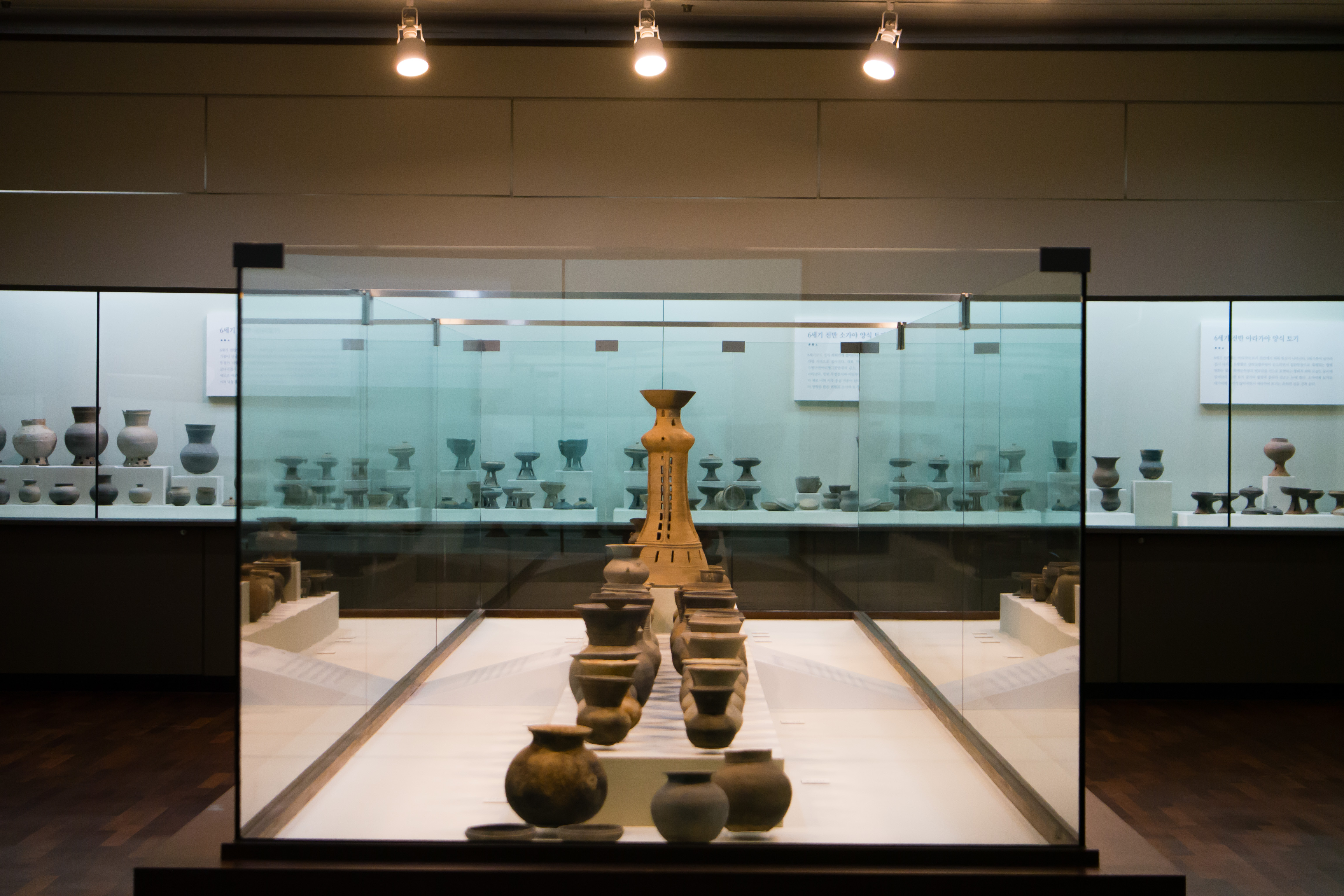
연세대학교 박물관 토기들
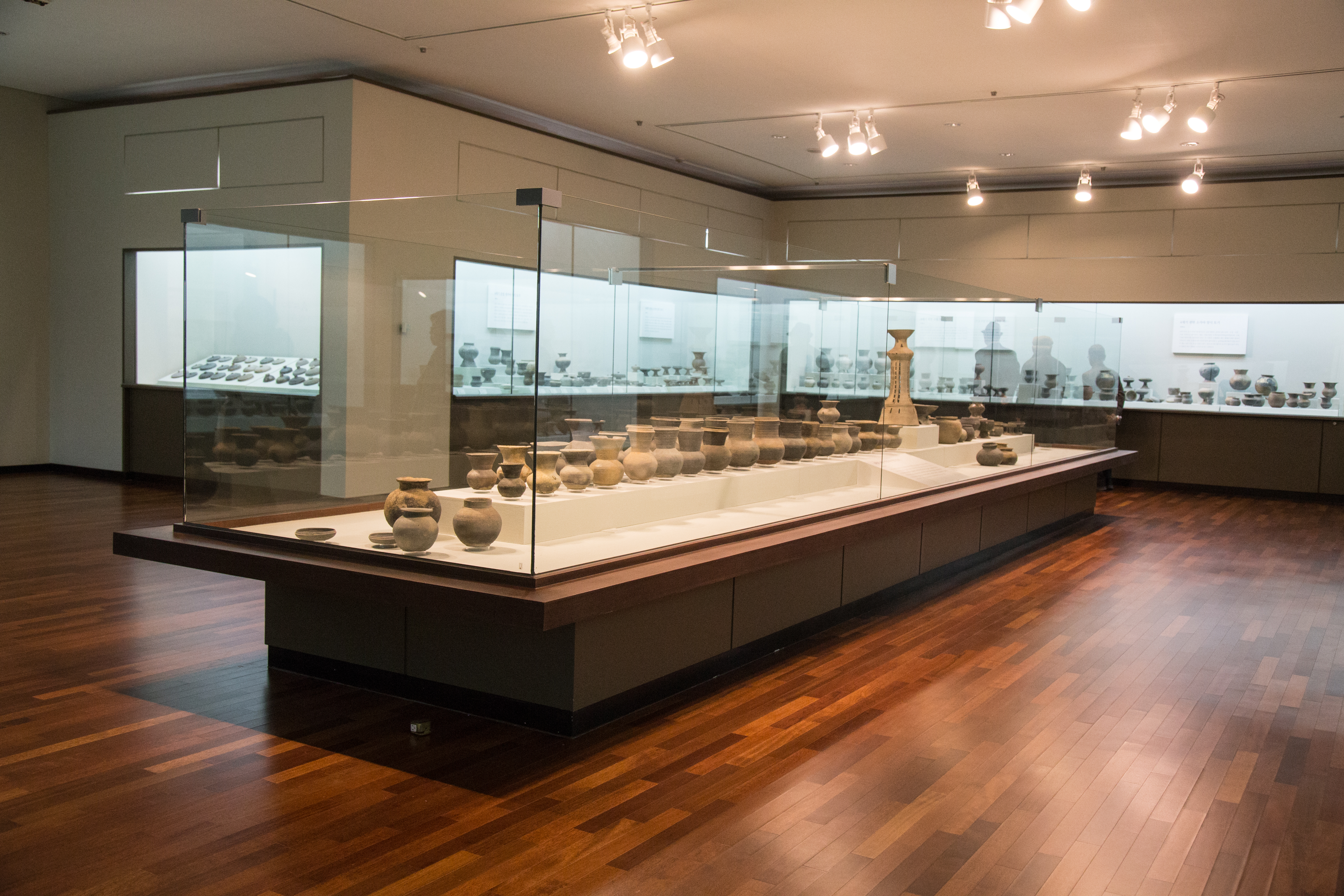
연세대학교 박물관 내부, 1803점의 기증품중 가야와 신라토기 577점이 전시됨
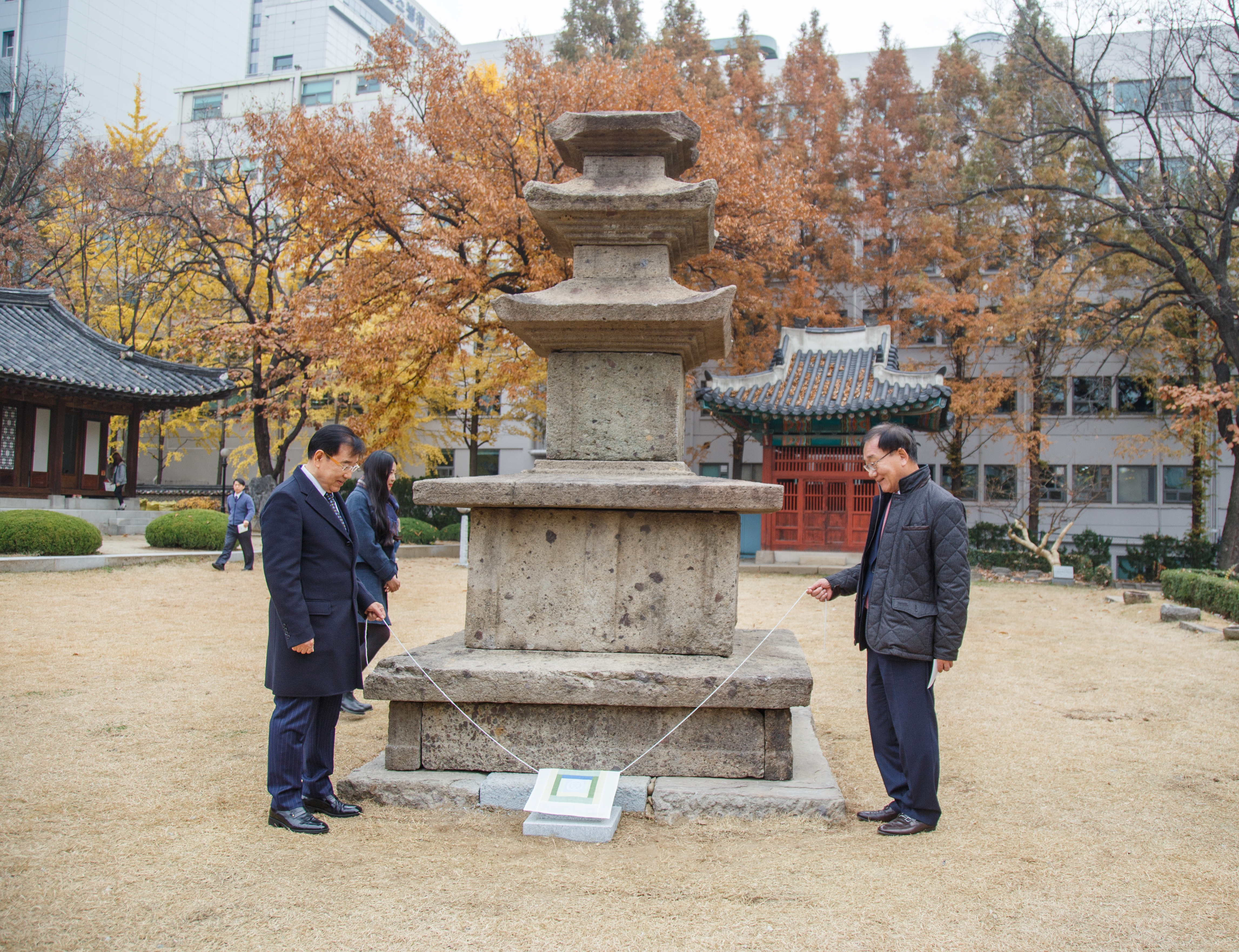
기증한 신라삼층석탑, 김병철 회장과 김용학 총장
신라삼층석탑 표지
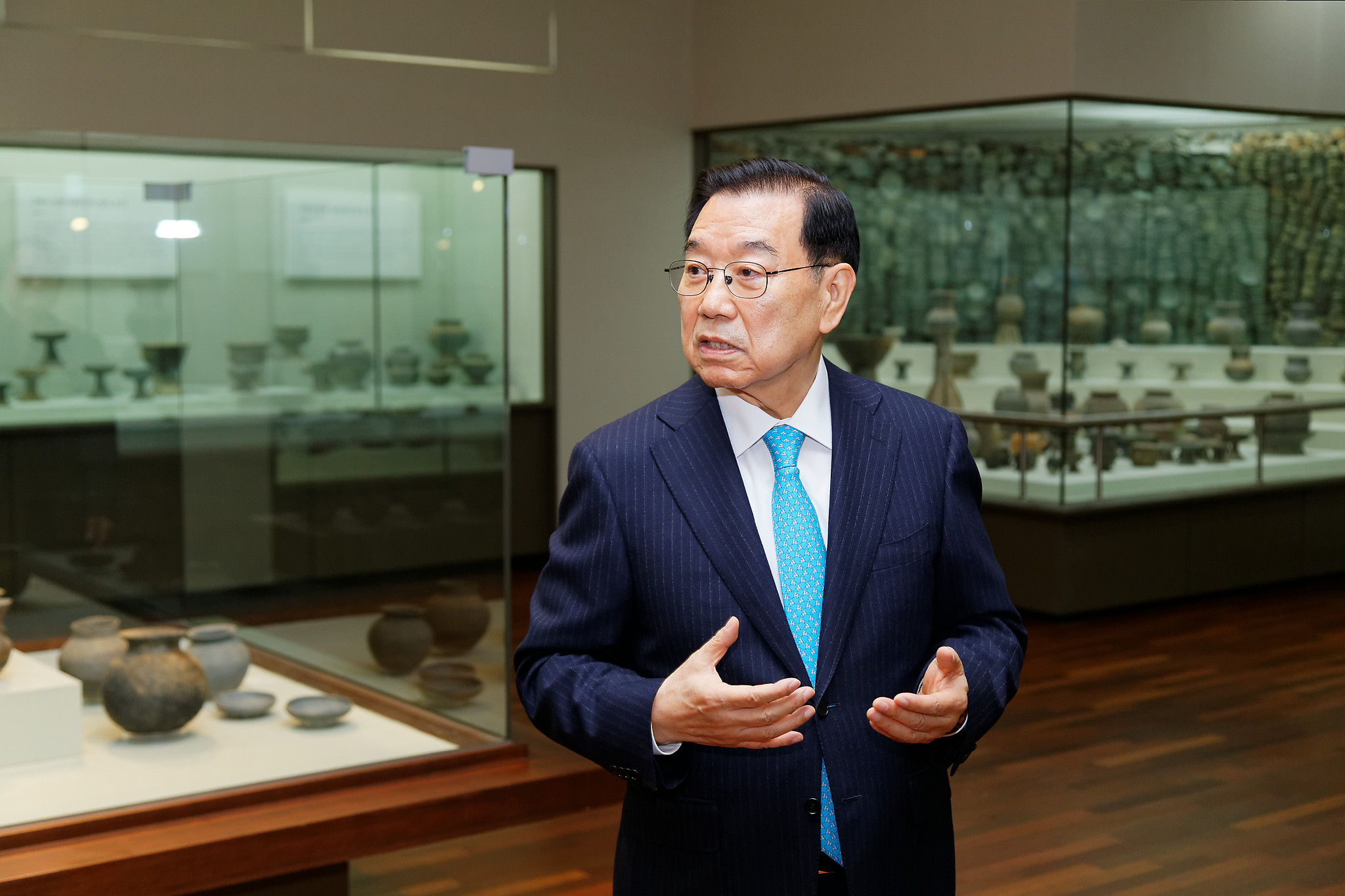
연세대학교 박물관에 가야신라토기를 기증한 김병철회장
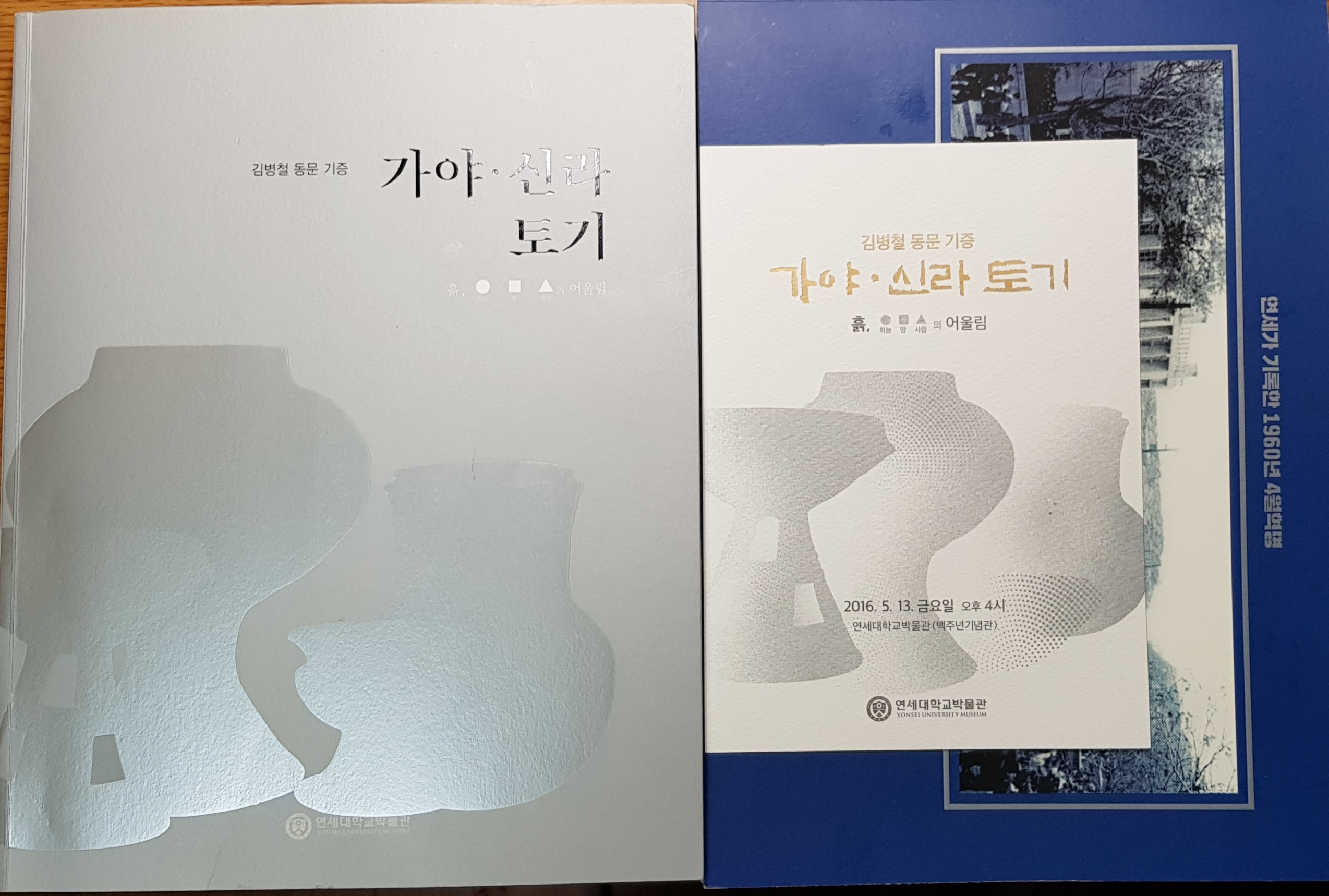
가야 신라 토기 연세대학교박물관
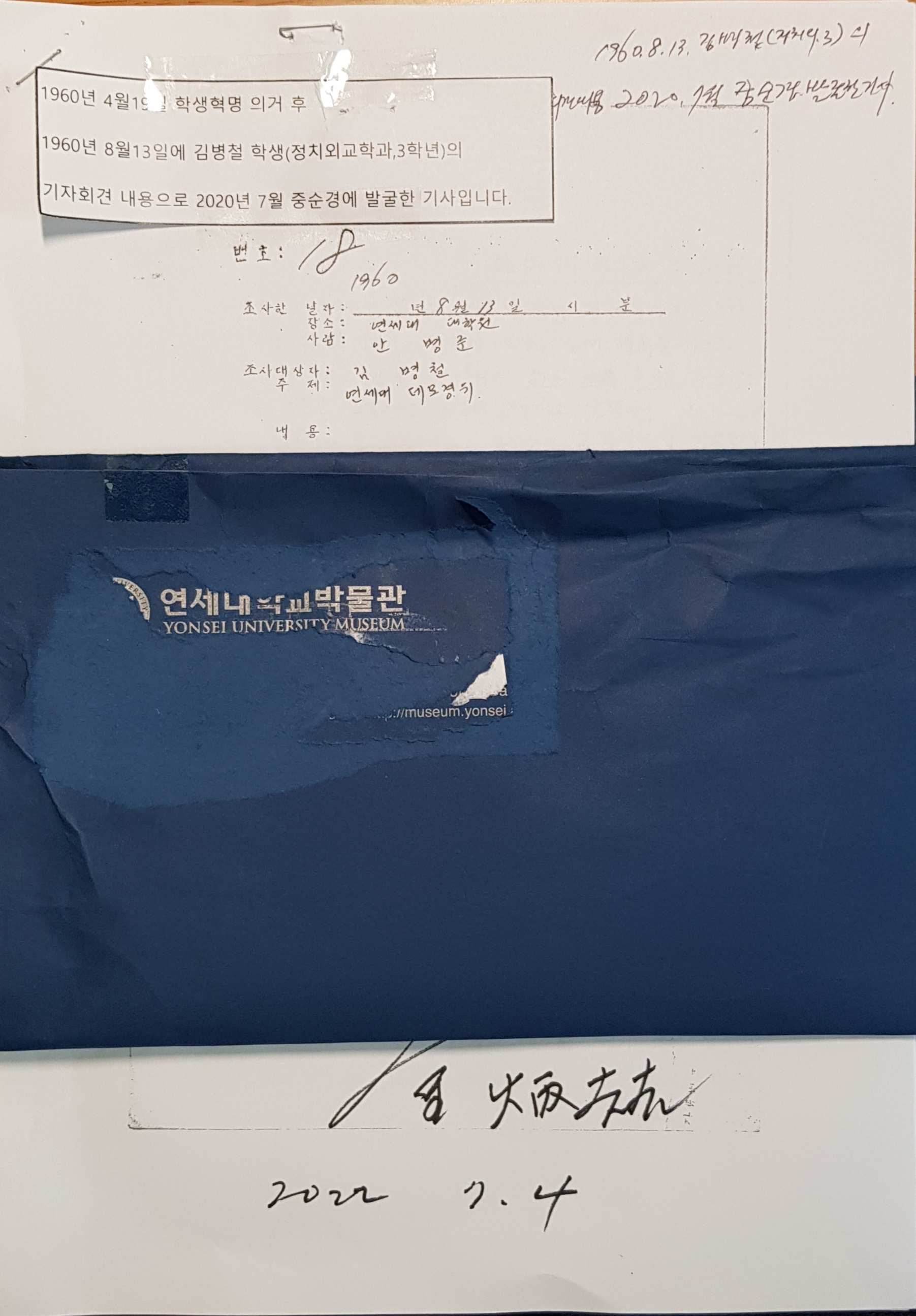
김병철, 연세대학교 4.19 혁명 기자회견,1960년 8월 13일

## 학력과 교수사역
- 1963년 연세대학교 정치외교학과 학사
- 1968년 연세대학교 경영대학원 석사
- 1988년 미국 드렉셀 대학교 경영학 석사
- 1967년 동경중앙경영연구소
- 1990년 국제대학교 교수대우
- 1993년 서경대학교 교수대우

## 경력
- 회계사
- 1967년 (주)녹십자 감사
- 1968년 범흥기업주식회사 사장
- 1970년 대한광학공업(주)대표이사[15]
- 1972년 재단법인 범흥공사 이사장
- 1973년 대구 계성고등학교 재단이사
- 1973년 대한유도협회 부회장
- 1974년 제3회 아시아 유도선수권 조직위원회 사무총장
- 1974년 한미경영연구원 이사
- 1974년 한국학술연구원 이사
- 1975년 남해요업(주)이사
- 1976년 사단법인 한국산업훈련협회 이사
- 1976년 한국방위산업협회 이사
- 1976년 서울기계공업고등학교 육성회장
- 1977년 코비카판매주식회사 회장
- 1977년 대한선박(주)이사
- 1978년 세기광학(주) 대표이사
- 1978년 A.O. 주식회사 사장
- 1989년 순일기업(주)회장
- 1990년 우일(주)회장
- 1992년 범흥목재(주)회장
- 1995년 범흥공사(주)회장
- 2000년 다림(주)회장
- 2002년 스마트텍(주)회장

## 수상
- 1973년 산업포장 수상
- 1973년 상공부 장관 표창 수상
- 1975년 대통령 표창 수상
- 1975년 국방부 장관 표창 수상
- 1976년 국무총리 표창 수상
- 1977년 석탑산업훈장 수상
- 2016년 2016 자랑스러운 연세인상(공로상)

## 같이 보기
- 4·19 혁명
- 이정림
- 연세대학교 박물관
- 대한광학
- 전칠홍
- 노윤석

## 참고 문헌
- 연세가 기록한 1960년 4월 혁명 청년의 힘!: 정의의 깃발! 자유의 함성! 민주의 길!, 연세대학교 박물관 (서울:  연세대학교 박물관, 2020년)
- 김병철 기자회견, 1960년 8월 13일, 연세대학교박물관, 2020년 7월 중순 발굴, 기록자 김희동
- 김병철 동문 기증 가야 신라 토기, 연세대학교 박물관 (서울: 연세대학교박물관, 2016년)
- "기도와 사랑을 실천한 노윤석 목사",《그리워지는 목회자들: 백향목처럼 아름다운 이야기》, 안명준 외 (아벨서원: 2020), 275-276.

## 성공신화 드라마
- 1983년 MBC 현장드라마 "내일은 태양"(MBC)